# Jože Kokole
Jože Kokole, slovenski bibliotekar in informatik, telovadec * 8. julij 1937, Ljubljana, † 8. avgust 2023
Bil je bibliotekar, informatik in specialist za visokošolske in specialne knjižnice. Ukvarjal se je predvsem z informacijsko-dokumentacijsko dejavnostjo in računalniško obdelavo knjižničnih katalogov, bibliografij ter drugih informacijskih in podatkovnih baz. Zavzemal se je za avtomatizirano poslovanje knjižnic, knjižničnega informacijskega sistema in knjižničnih mrež.
Umrl je mesec dni po 86. rojstnemu dnevu. Pokopali so ga na ljubljanskih Žalah.

## Šolanje
Leta 1961 je diplomiral na Filozofski fakulteti v Ljubljani,  v Londonu je leta 1968 opravil specializacijo v informatiki. Magistriral je leta 1974 v Zagrebu. 

## Delo
Od leta 1964 do 1974 je deloval v Centralni tehniški knjižnici v Ljubljani, leta 1976 pa je bil v Narodni in univerzitetni knjižnici vodja centralnega kataloga knjižnic v Sloveniji. Leta 1982 je postal bibliotekarski svetovalec, nato pa je bil 1989-90 višji predavatelj informatike na Oddelku za bibliotekarstvo na Filozofski fakulteti v Ljubljani. 

## Nagrade in objave

### Objave
- Bibliografije doktorskih disertacij Univerze v Ljubljani in drugih visokošolskih ustanov in znanstvenih ustanov v Sloveniji: 1920-1968, 1969.
- Bibliografska kontrola disertacij v Jugoslaviji : zgodovinski pregled, stanje, predlogi za izboljšanje, 1976.
- Biografije in bibliografije univerzitetnih učiteljev, znanstvenih delavcev in sodelavcev : Univerza v Ljubljani (ULBB), Knj. 4 : 1977-1986.
- Računalniško podprta izdaja 4. knjige Biografij in bibliografij univerzitetnih učiteljev, znanstvenih delavcev in sodelavcev.
- Modernizacija centralnega kataloga monografskih publikacij z avtomatsko obdelavo podatkov.
- Skupina avtorjev. Bibliotekarski terminološki slovar. Narodna in univerzitetna knjižnica (NUK), 2000.

Nagrade
Leta 1977 je bil nagrajenec Kalanovega sklada za delo Bibliografska kontrola disertacij v Jugoslaviji. Poleg nagrade Kalanovega sklada je leta 1988 prejel Čopovo diplomo. 